# Lista odcinków serialu Masters of Sex
Poniżej znajduje się lista odcinków serialu telewizyjnego Masters of Sex – emitowanego przez amerykańską stację telewizyjną  Showtime od 29 września 2013 roku do 13 listopada 2016 roku. Powstały 4 serie, które łącznie składają się z 46 odcinków. W Polsce serial był dostępny  w usłudze nSeriale od 9 czerwca 2014 roku do 3 grudnia 2016 roku. Serial jest w Polsce także emitowany od 2 września 2014 roku przez stację Ale Kino+
| Sezon | Sezon | Odcinki | Premiera sezonu  | Finał sezonu      | Premiera            | Finał            | Wydanie DVD     | Wydanie DVD     | Wydanie DVD   |
| Sezon | Sezon | Odcinki | Premiera sezonu  | Finał sezonu      | Premiera            | Finał            | Region 1        | Region 2        | Region 4      |
| ----- | ----- | ------- | ---------------- | ----------------- | ------------------- | ---------------- | --------------- | --------------- | ------------- |
|       | 1     | 12      | 29 września 2013 | 15 grudnia 2013   | 9 czerwca 2014      | 25 sierpnia 2014 | 24 czerwca 2014 | 1 września 2014 | 20 marca 2014 |
|       | 2     | 12      | 13 lipca 2014    | 28 września 2014  | 1 czerwca 2015      | 17 sierpnia 2015 | brak danych     | brak danych     | brak danych   |
|       | 3     | 12      | 12 lipca 2015    | 27 września 2015  | 10 kwietnia 2016    | 26 czerwca 2016  | brak danych     | brak danych     | brak danych   |
|       | 4     | 10      | 11 września 2016 | 13 listopada 2016 | 1 października 2016 | 3 grudnia 2016   | brak danych     | brak danych     | brak danych   |

## Sezon 1 (2013)
| Nr | #  | Tytuł                       | Reżyseria           | Scenariusz                         | Premiera             | Premiera nSeriale |
| -- | -- | --------------------------- | ------------------- | ---------------------------------- | -------------------- | ----------------- |
| 1  | 1  | Pilot                       | John Madden         | Michelle Ashford                   | 29 września 2013     | 9 czerwca 2014    |
| 2  | 2  | Race to Space               | Michael Dinner      | Michelle Ashford                   | 6 października 2013  | 16 czerwca 2014   |
| 3  | 3  | Standard Deviation          | Lawrence Trilling   | Sam Shaw                           | 13 października 2013 | 23 czerwca 2014   |
| 4  | 4  | Thank You For Coming        | Jennifer Getzinger  | Amy Lippman                        | 20 października 2013 | 30 czerwca 2014   |
| 5  | 5  | Catherine                   | Michael Apted       | Sam Shaw Michelle Ashford          | 27 października 2013 | 7 lipca 2014      |
| 6  | 6  | Brave New World             | Adam Davidson       | Lyn Greene Richard Levine          | 3 listopada 2013     | 14 lipca 2014     |
| 7  | 7  | All Together Now            | Tim Fywell          | Tyler Bensinger                    | 10 listopada 2013    | 21 lipca 2014     |
| 8  | 8  | Love and Marriage           | Michael Apted       | Tyler Bensinger Michael Cunningham | 17 listopada 2013    | 28 lipca 2014     |
| 9  | 9  | Involuntary                 | Jennifer Getzinger  | Noelle Valdivia                    | 24 listopada 2013    | 4 sierpnia 2014   |
| 10 | 10 | Fallout                     | Lesli Linka Glatter | Sam Shaw                           | 1 grudnia 2013       | 11 sierpnia 2014  |
| 11 | 11 | Phallic Victories           | Phil Abraham        | Amy Lippman                        | 8 grudnia 2013       | 18 sierpnia 2014  |
| 12 | 12 | Elvis Has Left the Building | Michael Dinner      | Michelle Ashford                   | 15 grudnia 2013      | 25 sierpnia 2014  |

## Sezon 2 (2014)
| Nr | #  | Tytuł                                | Reżyseria      | Scenariusz                      | Premiera         | Premiera nSeriale |
| -- | -- | ------------------------------------ | -------------- | ------------------------------- | ---------------- | ----------------- |
| 13 | 1  | Parallax                             | Michael Apted  | Michelle Ashford                | 13 lipca 2014    | 1 czerwca 2015    |
| 14 | 2  | Kyrie Eleison                        | Michael Apted  | David Flebotte                  | 20 lipca 2014    | 8 czerwca 2015    |
| 15 | 3  | Fight                                | Michael Apted  | Amy Lippman                     | 27 lipca 2014    | 15 czerwca 2015   |
| 16 | 4  | Dirty Jobs                           | Michael Engler | Steven Levenson                 | 3 sierpnia 2014  | 22 czerwca 2015   |
| 17 | 5  | Giants                               | Jeremy Webb    | Bathsheba Doran                 | 10 sierpnia 2014 | 29 czerwca 2015   |
| 18 | 6  | Blackbird                            | Keith Gordon   | Eileen Myers                    | 17 sierpnia 2014 | 6 lipca 2015      |
| 19 | 7  | Asterion                             | Michael Dinner | David Flebotte Michelle Ashford | 24 sierpnia 2014 | 13 lipca 2015     |
| 20 | 8  | Mirror, Mirror                       | Michael Apted  | Steven Levenson                 | 31 sierpnia 2014 | 20 lipca 2015     |
| 21 | 9  | Story of My Life                     | Jeremy Webb    | Amy Lippman                     | 7 września 2014  | 27 lipca 2015     |
| 22 | 10 | Below the Belt                       | Adam Arkin     | Bathsheba Doran Eileen Myers    | 14 września 2014 | 3 sierpnia 2015   |
| 23 | 11 | One for the Money, Two for the Show  | Adam Bernstein | Amy Lippman                     | 21 września 2014 | 10 sierpnia 2015  |
| 24 | 12 | The Revolution Will Not Be Televised | Adam Arkin     | Michelle Ashford                | 28 września 2014 | 17 sierpnia 2015  |

## Sezon 3 (2015)
| Nr | #  | Tytuł                     | Reżyseria          | Scenariusz                       | Premiera         | Premiera nSeriale |
| -- | -- | ------------------------- | ------------------ | -------------------------------- | ---------------- | ----------------- |
| 25 | 1  | Parliament of Owls        | Jeremy Webb        | Michelle Ashford                 | 12 lipca 2015    | 10 kwietnia 2016  |
| 26 | 2  | Three's a Crowd           | Dean Parisot       | Amy Lippman                      | 19 lipca 2015    | 17 kwietnia 2016  |
| 27 | 3  | The Excitement of Release | Miguel Sapochnik   | Steven Levenson                  | 26 lipca 2015    | 24 kwietnia 2016  |
| 28 | 4  | Undue Influence           | Christopher Manley | Gina Fattore                     | 2 sierpnia 2015  | 1 maja 2016       |
| 29 | 5  | Matters of Gravity        | Adam Arkin         | Esta Spalding                    | 9 sierpnia 2015  | 8 maja 2016       |
| 30 | 6  | Two Scents                | Michael Weaver     | David Flebotte                   | 16 sierpnia 2015 | 15 maja 2016      |
| 31 | 7  | Monkey Business           | Adam Arkin         | Michelle Ashford, David Flebotte | 23 sierpnia 2015 | 22 maja 2016      |
| 32 | 8  | Surrogates                | Matt Earl Beesley  | Steven Levenson                  | 30 sierpnia 2015 | 29 maja 2016      |
| 33 | 9  | High Anxiety              | Dan Attias         | Jonathan Igla                    | 6 września 2015  | 5 czerwca 2016    |
| 34 | 10 | Through a Glass, Darkly   | Jeremy Webb        | Steven Levenson, Esta Spalding   | 13 września 2015 | 12 czerwca 2016   |
| 35 | 11 | Party of Four             | Susanna White      | Amy Lippman                      | 20 września 2015 | 19 czerwca 2016   |
| 36 | 12 | Full Ten Court            | Michael Apted      | Michelle Ashford                 | 27 września 2015 | 26 czerwca 2016   |

## Sezon 4 (2016)
| Nr | #  | Tytuł                 | Reżyseria           | Scenariusz          | Premiera             | Premiera nSeriale    |
| -- | -- | --------------------- | ------------------- | ------------------- | -------------------- | -------------------- |
| 37 | 1  | Freefall              | Colin Bucksey       | Michelle Ashford    | 11 września 2016     | 1 października 2016  |
| 38 | 2  | Inventory             | Jeremy Webb         | Steven Levenson     | 18 września 2016     | 8 października 2016  |
| 39 | 3  | The Pleasure Protocol | Adam Arkin          | Ellen Fairey        | 25 września 2016     | 15 października 2016 |
| 40 | 4  | Coats or Keys         | Colin Bucksey       | Amy Lippman         | 2 października 2016  | 22 października 2016 |
| 41 | 5  | Outliers              | Eric Tignini        | Esta Spalding       | 9 października 2016  | 29 października 2016 |
| 42 | 6  | Family Only           | Colin Bucksey       | Seth Fisher         | 16 października 2016 | 5 listopada 2016     |
| 43 | 7  | In To Me You See      | Michael Apted       | Matthew-Lee Erlbach | 23 października 2016 | 12 listopada 2016    |
| 44 | 8  | Topeka                | Julie Anne Robinson | Esta Spalding       | 30 października 2016 | 19 listopada 2016    |
| 45 | 9  | Night and Day         | Karyn Kusama        | Steven Levenson     | 6 listopada 2016     | 26 listopada 2016    |
| 46 | 10 | The Eyes of God       | Michael Apted       | Michelle Ashford    | 13 listopada 2016    | 3 grudnia 2016       |